# Áskell Löve
Áskell Löve, né le 20 octobre 1916 à Reykjavik et mort le 29 mai 1994 à San José (Californie), est un botaniste islandais.

## Biographie
Il étudie la botanique à l'université de Lund (Suède) à partir de 1937, obtient son doctorat en 1942 et se spécialise l'année suivante en génétique. Jusqu'en 1945, il est attaché de recherche à l'université de Lund. Il retourne ensuite en Islande, où il devient directeur de l'Institut de botanique de l'université d'Islande (1945-1951). 
En 1951, il s'installe au Canada et devient professeur associé en botanique à l'Université du Manitoba. En 1956, il est nommé professeur de recherches à l'Université de Montréal, puis professeur de biologie à l'Université du Colorado à Boulder (1964-1974).
Particulièrement intéressé par la question du nombre de chromosomes chez les plantes, il publie, souvent avec sa femme Doris Löve, de très nombreux articles sur le sujet, notamment dans le journal Taxon. Il travaille aussi sur l'évolution et la taxonomie des Triticeae (graminées apparentées au blé).
Il écrit plusieurs ouvrages de référence sur les plantes d'Islande, notamment Íslenzk Ferðaflóra (1970).
Membre de l'Académie islandaise des sciences, il a reçu la Bourse Guggenheim en 1963.